# Zhong Kang
Zhong Kang (chiń. 仲康) – 4. władca Chin z dynastii Xia, panujący w latach 2159–2147 p.n.e.